# 153P/Ikeya-Zhang
La Cometa Ikeya-Zhang (Giapponese, Cinese: 池谷-張彗星), formalmente 153P/Ikeya-Zhang, è una cometa periodica del Sistema solare. È stata scoperta il 1º febbraio 2002 indipendentemente da due astronomi: il cinese Zhang Daqing dalla città di Kaifeng e il giapponese Kaoru Ikeya dalla prefettura di Shizuoka. La cometa è stata inizialmente identificata come C/2002 C1 (Ikeya-Zhang). È stata la cometa più brillante dal 1997, con una magnitudine apparente di 3,5.

## Caratteristiche orbitali
La cometa ha raggiunto il perielio il 18 marzo 2002. Il suo periodo orbitale è stato calcolato in 366,51 anni. La cometa Ikeya-Zhang è la cometa periodica con il periodo orbitale più lungo di cui si sia osservato più di un ritorno al perielio. la cometa ha una MOID col pianeta Giove di sole 0,0115 UA.
L'orbita determinata per la cometa Ikeya-Zhang da B.G. Marsden e S. Nakano è consistente con le osservazioni storiche di una cometa assai luminosa (C/1661 C1) registrate nel 1661 da astronomi cinesi e dall'astronomo polacco Johannes Hevelius. La cometa C/1661 C1 raggiunse una magnitudine non superiore alla 2, e una coda doppia che si sviluppò per 6° e fu scoperta nella luce dell'alba. Alla cometa fu quindi assegnata la designazione permanente "153P", che la identifica quale cometa periodica.
Nei giorni subito a seguire la scoperta, Nakano e Marsden avevano proposto l'identificazione della cometa Ikeya-Zhang con un'altra cometa storica, la C/1532 R1, del 1532. Mark R. Kidger ha recuperato questa identificazione ed ha confrontato le curve di luce delle tre comete. È giunto alla conclusione che l'identificazione basata sui parametri orbitali è essenzialmente corretta, ma che la cometa Ikeya-Zhang e la cometa C/1532 R1 sembrano essere comunque imparentate tra di loro. In particolare, potrebbe trattarsi di due frammenti dello stesso oggetto cometario, di cui la cometa C/1532 R1 sarebbe la porzione principale del nucleo. Una conferma a questa ipotesi potrà giungere con il ritorno della cometa C/1532 R1, previsto per la fine del XXI secolo.

L'orbita della cometa Ikeya-Zhang è confrontata con quelle della Cometa di Halley, della cometa Borrelly e dei pianeti esterni del Sistema solare